# Zemitrella stephanophora
Zemitrella stephanophora är en snäckart som först beskrevs av Suter 1908.  Zemitrella stephanophora ingår i släktet Zemitrella och familjen Columbellidae. Inga underarter finns listade i Catalogue of Life.